# Limburg United in het seizoen 2022/23
Het seizoen 2022/2023 was het 9e jaar in het bestaan van de Limburgse basketbalclub Limburg United (sponsornaam: Hubo Limburg United) sinds de oprichting in 2014.

## Verloop
De club kwam uit basketbalcompetitie van Nederland en België, de BNXT League. In februari 2022 verlengde Yannick Dammen zijn contract met twee jaar. Daarna volgde verlengingen voor Ferre Vanderhoydonck, Jarne Lesuisse en Clifford Hammonds. Eind april 2022 werd de komst van Toon Ceyssens bevestigd en begin mei 2022 het contract van Wout Leemans verlengd. In juni 2022 tekende Kobe Abelshausen en Alex Stein, in juli volgden Maxime De Zeeuw, Damjan Milenkovic en Mario Kegler. Begin augustus verliet Kegler Limburg alweer. In september 2022 tekende Quentin Serron een contract voor drie seizoenen. In november 2022 werd het contract van Jonas Delalieux verlengt met vijf seizoenen een record. Begin december werd de Amerikaan Myles Cale aangetrokken.
Limburg United werd vierde in de nationale competitie en kwalificeerde zich hierdoor voor de Elite Gold. In de Elite Gold werd Limburg derde en kwam daardoor uit in de kwartfinales van het landskampioenschap. Limburg won van Spirou Charleroi maar ging in de halve finales onderuit tegen de Antwerp Giants. Limburg United kwam hierna uit in de derde ronde van de BNXT League play-offs tegen Liège Basket en wonnen. In de vierde ronde wonnen ze van Kangoeroes Mechelen en in de kwartfinales van Donar. In de halve finale was BC Oostende te sterk.
In de beker van België werd er in de zestiende finales gewonnen van SKT Ieper. In de achtste finales versloegen ze Belfius Mons-Hainaut maar in de kwartfinale werd er verloren van BC Oostende.

## Ploeg
Antwerp Giants ·
Apollo Amsterdam ·
Aris Leeuwarden ·
BAL ·
Union Mons-Hainaut ·
Den Helder Suns ·
Donar ·
Feyenoord ·
Heroes Den Bosch ·
Kangoeroes Basket Mechelen ·
Landstede Hammers ·
Leuven Bears ·
Liège Basket ·
Limburg United ·
Okapi Aalst ·
Oostende ·
Brussels Basketball ·
Spirou Charleroi ·
Yoast United ·
ZZ Leiden